# Olov Lundblad
Carl Olov Lundblad, född 13 oktober 1890 i Uppsala, död 31 juli 1970 i Stockholm, var en svensk zoolog.
Lundblad avlade filosofie ämbetsexamen vid Uppsala universitet 1918 och filosofie licentiatexamen 1923. Han promoverades till filosofie doktor 1927. Lundblad var assistent vid Köpenhamns sötvattensbiologiska laboratorium 1919–1920, vid centralanstalten för försöksväsendet på jordbruksområdet 1920–1929, laborator där 1929–1932 och förste assistent vid statens växtskyddsanstalt 1932–1933. Han var 1933–1956 professor och föreståndare för entomologiska avdelningen vid Naturhistoriska riksmuseet. Han var redakör av Entomologisk tidskrift 1936–1953. Lundblad blev 1940 ledamot av Vetenskapsakademien. Han var praktiskt taget bosatt i sin forskarlya, hans sista adress i folkbokföringsregistret var "Riksmuseets Entomol avd, Odengatan 34 IV". Lundblad är begravd på Uppsala gamla kyrkogård.